# مايكل كولينز (ممثل)
مايكل كولينز (بالإنجليزية: Michael Collins)‏ هو ممثل بريطاني، ولد في 1 مايو 1921 بايزلورث في المملكة المتحدة، وتوفي في 24 ديسمبر 1979 بكولومبيا البريطانية في كندا.

## وصلات خارجية
- مايكل كولينز على موقع IMDb (الإنجليزية)
- مايكل كولينز على موقع قاعدة بيانات الفيلم (الإنجليزية)
- مايكل كولينز على موقع كينوبويسك (الروسية)